# Aigle Blanc
Aigle Blanc é um lutador profissional francês atualmente contratado pela WWE. Ele é mais conhecido por seu trabalho na promoção de luta livre profissional alemã Westside Xtreme Wrestling (wXw), onde foi campeão mundial de duplas da wXw. Também é reconhecido por suas diversas passagens por promoções da cena independente europeia. Como lutador mascarado, o nome real de Aigle Blanc não é de conhecimento público, o que é comum entre os lutadores mascarados no estilo Lucha Libre, onde suas vidas privadas são mantidas em segredo dos fãs de wrestling. "Aigle Blanc" significa "Águia Branca" em francês, o que é refletido em várias águias brancas, tanto em sua máscara quanto em sua persona.

## Carreira na luta livre profissional

### Circuito independente (2014–presente)
Aigle Blanc é conhecido por suas várias passagens por promoções da cena independente europeia. Ele fez sua estreia no wrestling profissional na Association of Wrestling Professionals (APC) sob o nome de ringue Yama-C em um show realizado no dia 13 de julho de 2014, onde derrotou Dragon Richard em uma luta individual. Como parte do plantel da APC, ele competiu principalmente como um talento em desenvolvimento em outras promoções. No evento Progress x APC, um crossover promovido junto com a Progress Wrestling em 24 de agosto de 2019, ele perdeu o Campeonato da APC para Tristan Archer em uma luta three-way que também contou com Chris Brookes. No GCW vs. The World, evento promovido pela Game Changer Wrestling em 23 de setembro de 2023, Aigle Blanc competiu em um six-way scramble, que foi vencido por Gringo Loco e também contou com Arez, Jimmy Lloyd, Mizuki Watase e The Rotation. No Rixe Episode 17, um evento promovido pela Rixe Catch em 16 de dezembro de 2023, ele defendeu com sucesso o Campeonato Rixe contra Drilla Moloney.

### Westside Xtreme Wrestling (2020–presente)
Aigle Blanc fez sua estreia na Westside Xtreme Wrestling (wXw) na edição de 2020 do evento APC/wXw Fight For Paris, realizado em conjunto com sua promoção natal, a APC, nos dias 11 e 12 de janeiro. Ele derrotou Jay Skillet nas quartas de final, Marius Al-Ani nas semifinais, mas acabou sendo derrotado por David Starr na final. Ele continuou sua trajetória na wXw ao lado de seu parceiro de duplas Senza Volto, formando a dupla "Frenchadors". Juntos, começaram a lutar por vários campeonatos promovidos pela empresa. Em uma das conquistas mais notáveis, Aigle Blanc e Senza Volto venceram o Campeonato Mundial de Duplas da wXw, que estava vago, ao derrotarem Amboss (Icarus e Robert Dreissker) na terceira noite do World Tag Team Festival 2022. No wXw We Love Wrestling: Live in Bad Säckingen, realizado em 4 de novembro de 2023, Aigle Blanc desafiou sem sucesso o campeão Elijah Blum e Tristan Archer pelo Campeonato Shotgun da wXw, mas não conseguiu conquistar o título.
Aigle Blanc competiu em vários dos eventos mais emblemáticos da promoção wXw, incluindo o Shortcut To The Top, onde fez sua primeira aparição na edição de 2021. Nesse evento, ele participou da tradicional battle royal que definiria o desafiante número um ao Campeonato Unificado de Wrestling da wXw, que foi vencida por Jurn Simmons. A luta também contou com outros oponentes notáveis, como Bobby Gunns, Peter Tihanyi, Norman Harras, Robert Dreissker, Vincent Heisenberg e muitos outros. Na edição de 2022, Aigle Blanc voltou a competir na mesma battle royal tradicional, que foi vencida por Levaniel, e também contou com a presença de nomes como Axel Tischer, Hektor Invictus, Laurence Roman, Maggot, Teoman, entre outros.
No 16 Carat Gold Tournament, Aigle Blanc fez sua primeira aparição na edição de 2020, onde foi derrotado por Peter Tihanyi na primeira rodada.

### All Japan Pro Wrestling (2023)
No verão de 2023, Aigle Blanc embarcou em uma excursão para o Japão, onde competiu pela All Japan Pro Wrestling (AJPW) por cerca de um mês. Sua estreia aconteceu na primeira noite da 2023 Summer Action Series, em 16 de julho, onde ele formou uma parceria com Satoshi Kojima para derrotar Black Menso-re e Yoshitatsu. Na segunda noite do Torneio Ōdō de 2023, realizado em 21 de agosto, Aigle Blanc se uniu a Zennichi Shin Jidai (formado por Rising Hayato e Yuma Anzai) para enfrentar Hokuto Omori, Naoki Tanizaki e Naruki Doi em uma luta de trios, mas a equipe de Blanc foi derrotada.

## Títulos e prêmios
- Association of Wrestling Professionals
  - APC Championship (3 vezes, atual)
- BodyZoï Wrestling
  - BodyZoï Championship (1 vez)
- German Wrestling Promotion
  - Dragonhearts Championship (1 vez, atual)
- Ouest Catch
  - Ouest Catch Championship (1 vez)
- Pro Wrestling Illustrated
  - PWI o colocou na #145ª posição dos 500 melhores lutadores individuais no PWI 500 em 2024[16]
- Rixe Catch
  - Rixe Championship (1 vez)
  - Tournoi (2023)
- Tigers Pro Wrestling
  - TPW Young Tiger Championship (1 vez)
- Wrestling Pro Essonne
  - WPE Tag Team Championship (1 vez) – com Christianium Le Surrealiste
- Westside Xtreme Wrestling
  - wXw European Championship (1 vez, inaugural)
  - wXw European Title Tournament (2024)
  - wXw World Tag Team Championship (1 vez) – com Senza Volto[17]
  - wXw World Tag Team Festival (2022) – com Senza Volto